# Wachseldorn
Wachseldorn est une commune suisse du canton de Berne, située dans l'arrondissement administratif de Thoune.

## Liens externes

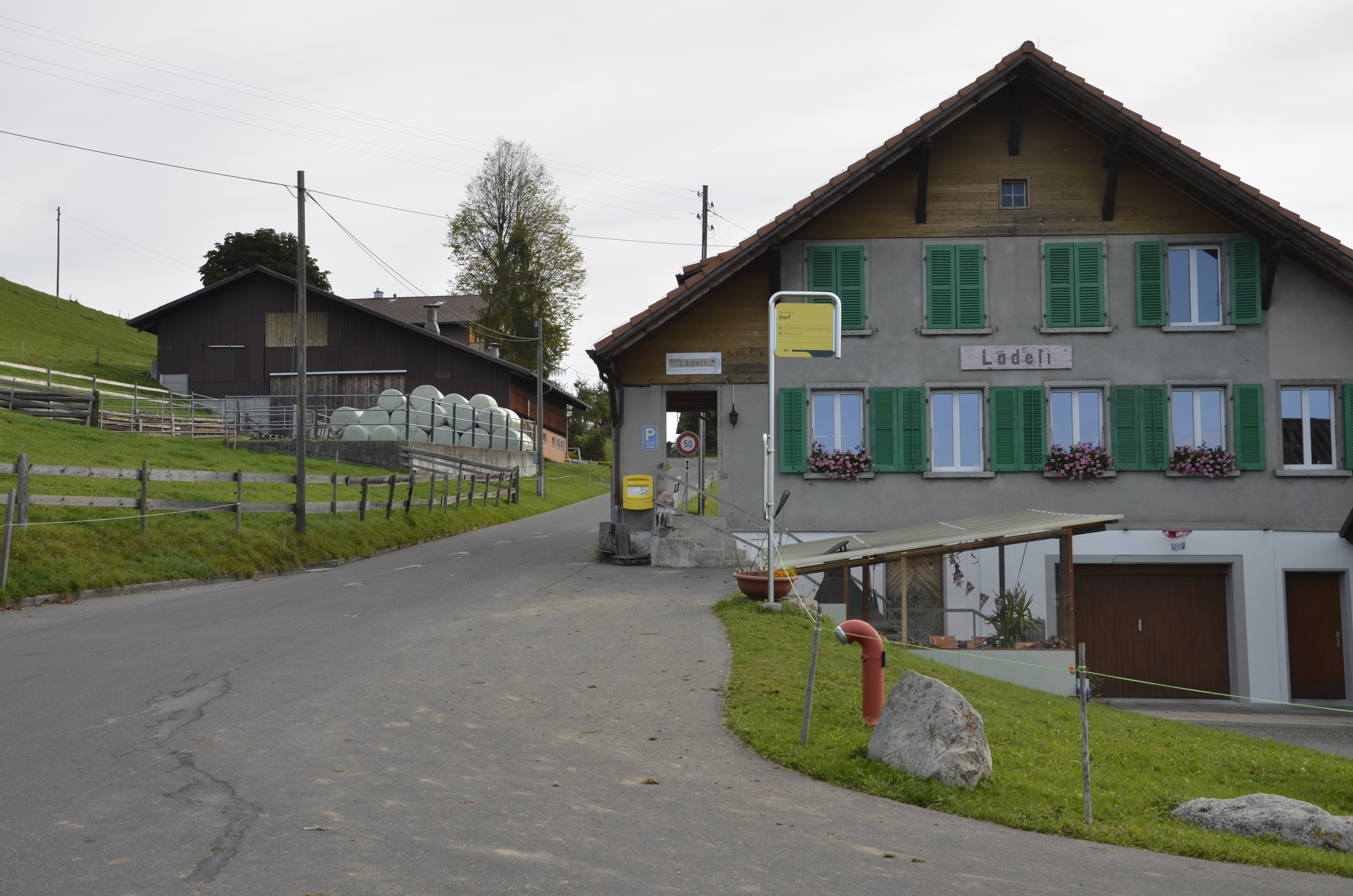
Wachseldorn Dorf